# GoDaddy
GoDaddy è un'azienda statunitense quotata che fornisce hosting e registrazione di domini internet, con sede a Tempe in Arizona e registrata nello stato del Delaware.
A dicembre 2021, GoDaddy aveva oltre 20 milioni di clienti e oltre 9000 impiegati nel mondo. Negli USA, l'azienda è nota per le sue particolari pubblicità televisive e per essere stata coinvolta in molteplici pratiche commerciali non etiche e censure.

## Storia
GoDaddy venne fondata a Phoenix nel 1997 dall'imprenditore Bob Parsons, grazie ai 65 milioni di dollari ottenuti dalla vendita di una sua precedente azienda. Nel 2011, un gruppo di fondi composto da KKR, Silver Lake e Technology Crossover Ventures ha acquisito una quota strategica del capitale di GoDaddy.
La società ha avuto sede a Scottsdale fino ad Aprile 2021, per poi trasferirsi a Tempe.

### Il nome
L'azienda si chiamava originariamente Jomax Technologies; nel 1999, venne proposto di modificare il nome in "Big Daddy", ma essendo il relativo dominio già registrato, si optò per "Go Daddy". Il logo originale raffigurava un uomo con i capelli scompigliati e degli occhiali verdi. Dal 2020 è in uso il logo attuale, che raffigura un cuore stilizzato che raffigura le lettere "GO".

### La crescita
L'espansione iniziò nel 2001, al termine del monopolio di Network Solutions nella registrazione dei principali domini di primo livello: già nel 2005 GoDaddy divenne il primo registrar al mondo per numero di domini in gestione.
Nel 2013, GoDaddy disponeva di una server farm di 25000 m².
Nel 2018 GoDaddy risultava la maggior azienda del settore per quote di mercato, con oltre 62 milioni di domini registrati.
Nel mese di marzo 2018, l'azienda migra maggior parte della sua infrastruttura ad Amazon Web Services, a seguito di contratto pluriennale con Amazon.